# José Nasí
José Nasí, también conocido como José Micas o João Míguez, a veces con la forma Joseph, fue un judío portugués y hombre de estado turco, duque de Naxos de 1566 al 1579. Era sobrino de Gracia Nasi

## Biografía
Nació en torno a 1510 en Portugal, donde había huido la familia de las persecuciones en Castilla. José emigró a Amberes con su tío Diogo Nasi y allí se relacionó con el banquero Abraham Benveniste, y gracias a ellos se relacionó con la corte. Pero la necesidad de fingir ser cristiano le impulsó a emigrar a Turquía, llegando en 1549 a Venecia.
Nasí pidió a Venecia una isla para establecer a los judíos refugiados pero le fue denegada. Los judíos fueron expulsados de Venecia el 1550. La confiscación de bienes a sus parientes le hizo pedir la intercesión del Sultán y gracias al influyente político judío Moisés Hamon, Solimán, el magnífico se interesó por el tema al ver las ventajas de la instalación de familias judías en territorio otomano. Consiguió la liberación de Nasi y de sus familiares, que estaban arrestados, y la devolución de sus propiedades. Las negociaciones duraron dos años y Nasi llegó a Estambul el 1553.
Aquí abandonó su nombre cristiano, João Míguez, y recuperó su nombre judío Joseph Nasí, y se casó con su prima de nombre Reina. Pronto ganó influencia en la corte del sultán. En la lucha por el poder entre los príncipes Selim y Bayezid apoyó al primero y como Bayezid fue derrotado en la batalla decisiva en Konya, Nasí obtuvo el favor de Selim que lo hizo miembro de su guardia de honor y el padre, Suleimán le dio en feudo Tiberíades y siete lugares de Palestina, para establecer un lugar de refugio para judíos.
Como señor de Tiberíades, José encargó el trabajo a Joseph ben Adret. Con dificultad las murallas fueron restauradas en 1565 gracias al apoyo del pasha de Damasco. Desarrolló agricolamente la zona y la colonizó con los judíos venidos de Venecia, especialmente los expulsados en la campaña romana (el Papa Pablo IV no los quería allí) muchos de los cuales llegaron en barcos flotados por Nasí. Cuando el papa Pío V publicó la bula de 26 de febrero de 1569 expulsando a los judíos de sus estados, muchos fueron al feudo de Nasí.
Selim, su amigo, subió al poder en 1566 al morir su padre. Acababa de ocupar las islas de Naxos, Andros, Milos, Paros, Santorini, y otras deponiendo al duque Giovanni IV Crispo que era su tributario pero del que sus súbditos griegos no estaban contentos. José Nasí envió a la isla como gobernador al castellano Francisco Coronello porque era cristiano; bajó los impuestos. También obtuvo alguna ventajas comerciales en el comercio del Mar Negro.
Cuando Maximiliano II, emperador (1564-76), quiso hacer la paz con Turquía, utilizó los servicios de Nasí al que su embajador Verantius llenó de regalos. El 1566 Nasi animó a los protestantes a rebelarse contra los españoles. Guillermo de Orange le pidió consejo sobre la revuelta de 1569 y que influyese en el sultán para que declarase la guerra a España (cosa que Nasi no consiguió). 
Mantuvo correspondencia con Segismundo II de Polonia y obtuvo privilegios comerciales. En septiembre de 1569 se incendió el arsenal de Venecia y Nasí aconsejó aprovechar la ocasión para conquistar Chipre. Los otomanos ocuparon Chipre en 1571, y los venecianos respondieron ocupando Naxos. 
Desde 1569 los franceses no pagaban los 150.000 escudos que debían a Nasí y este tuvo permiso de recoger naves francesas en aguas turcas para asegurar el cobro de la deuda. Nasí apresó alguno barcos en Alejandría y con su venta cobró. Francia envió un embajador, De Grandchamp, que hizo que un judío llamado David acusara a Nasí de traición, pero Nasí fácilmente convenció al sultán de su inocencia y David fue desterrado a Rodas y excomulgado por los rabinos, más tarde Nasí quiso levantar esta medida cuando el tal David se arrepintió. En 1573 los venecianos abandonaron Naxos y Francisco Coronelo volvió a la isla.
Al morir Selim el 12 de diciembre de 1574 Nasí perdió su influencia pero mantuvo el cargo de duque. Cuando murió el 2 de agosto de 1579, su propiedad fue confiscada por el estado y el ducado dejó de existir.